# Izopolikwasy
Izopolikwasy (homopolikwasy) – polikwasy powstałe przez kondensację co najmniej dwóch cząsteczek tego samego kwasu nieorganicznego. Stopień polimeryzacji danego kwasu rośnie wraz ze stężeniem i kwasowością roztworu.
Najłatwiej powstają kwasy polimolibdenowe(VI) i kwasy poliwolframowe(VI), które jednocześnie tworzą najliczniejsze izopolikwasy w najbardziej skomplikowanych układach. Mniej liczne izopolikwasy tworzą kwasy wanadu(V), niobu(V), tantalu(V), uranu(VI) i chromu(VI), a także boru i krzemu. Inne przykłady to kwasy polifosforowe Hn+2PnO3n+1 (z których najprostszy to kwas difosforowy H
4P
2O
7) i kwasy polisiarkowe (z których najprostszy to kwas disiarkowy H
2S
2O
7 występujący w oleum).
Nie zostało wyjaśnione, dlaczego niektóre kwasy tworzą liczne izopolikwasy, a inne jedynie w ograniczonym zakresie.